# Tanzschule

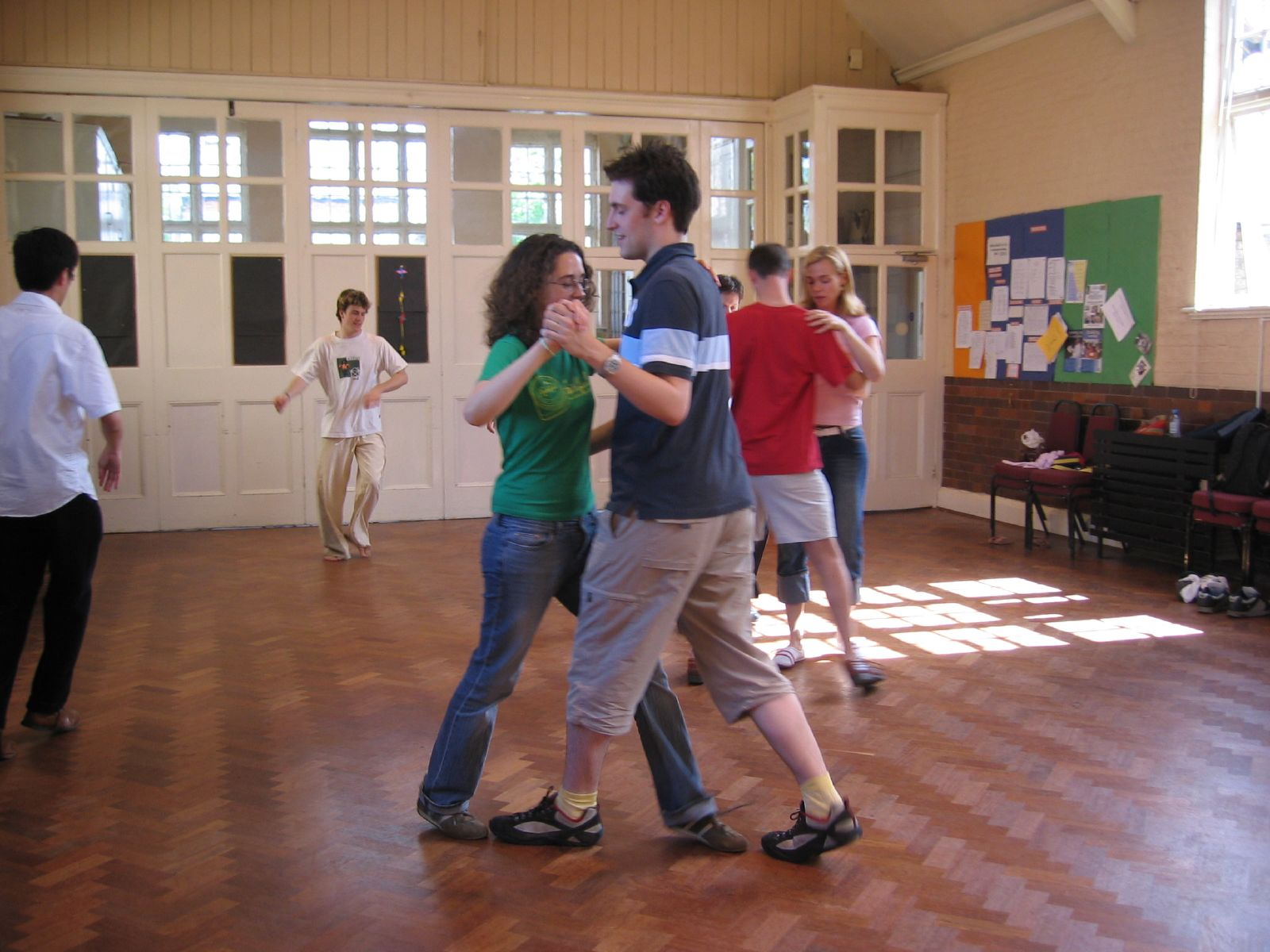
Tanzstunde an einem College in Cambridge

Eine Tanzschule ist eine meist kommerziell betriebene Einrichtung, die dazu dient, Einzelpersonen, Paaren oder Gruppen Tänze, Bewegungen oder Tanzfiguren sowie mit dem Tanzen verbundene Fertigkeiten zu vermitteln. Schwerpunkte sind in der Regel der Gesellschaftstanz sowie Spezialtänze wie Discofox, Salsa etc. Im Gegensatz zu Tanzschulen sind Tanzsportvereine meist auf den Bereich Tanzsport fokussiert.

## Lernsysteme in Tanzschulen

### Tanzkurse
Tanzkurse im eigentlichen Sinn bestehen aus einer vorher fest definierten Anzahl von Unterrichtseinheiten bestimmter Dauer. Der Kurs beginnt für alle Teilnehmer am selben Datum und hat überwiegend homogene Gruppen, in denen die Teilnehmer ein ähnliches Niveau haben. Tanzkurse werden meist in aufeinander aufbauenden Erfahrungsniveaus angeboten.

### Clubsystem
Hier sind die angebotenen Unterrichtseinheiten in der Regel abgeschlossen, eine Hierarchie ist meist nur auf einen einzelnen Tanz oder auf ein Thema beschränkt. So wird beispielsweise jeder Tanzstil für sich in unterschiedlichen Niveaus für Anfänger und Fortgeschrittene angeboten.

### Rollierende Systeme
Eine Mischform aus Kurs- und Clubsystem bieten einige Tanzschulen in Form von rollierenden Systemen an. Hier sind die Lerninhalte zu Blöcken zusammengestellt, beispielsweise „Latino-Tänze“ oder „Hochzeitstänze“. Eine gewisse Zeit sind diese Tänze Schwerpunkt des Unterrichts.

### Tanzkurse für Fortgeschrittene
Wenn ein Tanzschüler bereits Vorkenntnisse mitbringt, indem er entweder Anfängerunterricht absolviert oder sich seine Kenntnisse auf andere Weise angeeignet hat, kann er am Unterricht für Fortgeschrittene teilnehmen. Innerhalb der Lernsysteme der Tanzschulen wird meist der Inhalt der vorgeschalteten niedrigeren Stufe vorausgesetzt.
Im Gesellschaftstanz gibt es in den ADTV- oder BDT-Tanzschulen sehr häufig folgende Einteilung des Deutschen Tanzabzeichens, auch Medaillenkurse genannt:
- Bronze
- Silber
- Gold
- Goldstar
- Supergoldstar

Die häufig gefundene Darstellung, die Inhalte der Kurse in ADTV- oder BDT-Tanzschulen seien identisch bzw. würden vom Verband vorgeschrieben, trifft nicht zu. Jede Tanzschule wählt aus dem großen Fundus von Tänzen und Figuren diejenigen aus, die am besten zur Tanzschule und zur Klientel passen. Den meisten Tanzschulen ist eine deutliche Abgrenzung zum Turniertanz wichtig, weshalb sie ihr Programm bewusst so ausrichten, dass ein mehrstündiges wöchentliches „Training“ wie im Turniertanz nicht notwendig ist.

## Arten von Tanzschulen

### Klassische Tanzschulen
Die größte Gruppe bilden in Deutschland und Österreich die Tanzschulen, in denen man in eine Auswahl von kulturell oder regional bedeutsamen Tänzen erlernt.
Die meisten traditionellen Tanzschulen in Deutschland werden von Mitgliedern des ADTV geleitet und gestalten daher ihr Lehrangebot auf der Basis des Welttanzprogramms, das 2012 komplett überarbeitet wurde. Zurzeit sind ca. 800 Tanzschulen im ADTV organisiert. Daneben sind viele Tanzschulen im BDT organisiert, es gibt darüber hinaus aber auch eine Reihe von freien Tanzschulen.
Inhaber von deutschen Tanzschulen haben sich in dem Unternehmerverband DTIV zusammengeschlossen. Hier ist insbesondere ein mit der GEMA vereinbarter Rahmenvertrag relevant.
In Österreich sind die meisten Tanzschulen dem VTÖ angeschlossen und in der Schweiz dem Verband Swissdance.

### Spezialtanzschulen
Es gibt eine große Anzahl an Tanzschulen, die sich meist ausschließlich einer Tanzform widmen, wie z. B. Ballett, Hip-Hop, Salsa, Tango Argentino, Stepptanz, Flamenco, Capoeira, Samba, Swing oder Gogodance.
Boogie Woogie, Rock’n’Roll sowie Square und Round Dance werden in Deutschland überwiegend in Vereinen, also nichtkommerziell unterrichtet.